# スス語
スースー語 (スースーご、Susu、Soussou、Sosoxui)は、西アフリカのギニア、シエラレオネ、ギニアビサウ及びマリ共和国に居住するスースー族によって話されている言語で、マンデ語派に属する言語である。
スースー語はギニアの国語の一つであり、同国の沿岸部で主に話されている。現在のギニアでは商用言語としても使用されている。
例）"I wama sigafe maakiti?" は、英語で"Do you want to go to the market?"の意味である。
スースー語は言語学分類的にヤルンカ族のヤルンカ語と近い関係にある。